# Заякин-Уральский, Павел Иванович
Па́вел Ива́нович Зая́кин-Ура́льский (1877—1920) — русский и советский поэт, журналист.

## Биография
Родился 1 (13) ноября 1877 года в селе Синячиха Верхотурского уезда Пермской губернии (ныне — Муниципальное образование Алапаевское Свердловской области) в семье коноводчика.
Окончил церковно-приходскую школу и тоже устроился коноводчиком на Верхнесинячихинском чугунном заводе. Затем, из-за полученной травмы, работал переписчиком в рудничной конторе. С середины 1890-х годов работал в конторе на Нейво-Шайтанском заводе, участвовал в качестве переписчика в переписи населения 1897 года, за что был награждён медалью «За труды по первой всеобщей переписи населения».
С 1898 по 1903 годы находился на военной службе в Варшаве, где впервые заявил о себе как о литераторе, издав сборник «Рассказы и песни уральца» (Варшава, 1903). В 1904—1906 годах проживал в городе Алапаевске Верхотурского уезда. Принимал участие в революционных событиях, в 1904 году вступил в РСДРП(б), в 1905 году за организацию стачек был арестован. Затем проживал в Екатеринбурге, где сотрудничал с городскими газетами «Уральская жизнь» и «Уральский Край». Очередной сборник стихов П. И. Заякина «Северная муза» был напечатан в екатеринбургской типографии М. М. Доброхотовой в 1908 году и включал стихи периода 1905—1907 годов.
С 1908 году жил в Омске, сотрудничал в газете «Омский телеграф». В январе 1909 года издавал на средства РСДРП(б) в Перми газету «Урал и Кама». Всего вышло 15 номеров, после чего выпуск газеты запретили. В 1909 году Заякин-Уральский переехал в Санкт-Петербург. Принял участие в «Уральском сборнике», опубликовав цикл стихов «Уральские песни», а также в сборнике «Облачко». В 1910 году он возвратился в Екатеринбург, где служил заведующим отделом корреспонденции в Екатеринбургском отделении Русско-Азиатского банка. В 1912 году снова переехал в Санкт-Петербург и служил в этом же банке. В 1913 году был переведён в Орловское отделение, где работал в должности заведующего отделом.
С 1915 года находился в РИА, был участником Первой мировой войны. Служил в 183-й и 184-й Смоленской дружине. После разгрома под Ковно его часть была отправлена в город Карачев Орловской губернии на переформирование. Здесь Павел Иванович встретил Октябрьскую социалистическую революцию, в 1917 году входил в состав Карачевского совета рабочих и крестьянских депутатов и одновременно работал в местной газете «Голос гражданина». После демобилизации, в 1918 году, вступил добровольцем медбратом в красногвардейский отряд, в составе которого уехал в Котлас, а потом очутился в Оренбурге. Здесь получил должность редактора газеты «Коммунар», принимал участие в деятельности Пролеткульта в качестве редактора «Красных зорь», был председателем кружка пролетарских писателей и секретарем коллегии печатных изданий, а также находил время для поэтического творчества. Его произведения печатались в «Коммунаре».
Умер от тифа 20 октября 1920 года в Оренбурге. Похоронен в парке им. В.И. Ленина города Оренбурга.